# Lonsdaléite
La lonsdaléite est un minéral, l'une des trois formes cristallisées naturelles du carbone avec le diamant et le graphite. Son nom est un hommage à la cristallographe britannique Kathleen Lonsdale (1903-1971).
La lonsdaléite est l'allotrope hexagonal du diamant. L'empilement des atomes de carbone dans la lonsdaléite est de type AABB, au lieu de AABBCC dans le diamant : ce sont deux polytypes, qui diffèrent par l'empilement des atomes de carbone. Dans les deux polytypes, ceux-ci ont une coordination tétraédrique. Cette forme est très rare à l'état natif ; elle est découverte en 1967 dans le cratère d'impact de Canyon Diablo, en Arizona (États-Unis).
En février 2009, une équipe internationale de chercheurs, menée par Zicheng Pan à l'université Jiao-tong de Shanghai, montre que la lonsdaléite résiste à 58 % de pression de plus que le diamant ; cependant, les échantillons naturels sont d'une dureté inférieure, 7 à 8 sur l’échelle de Mohs ; on suppose que cela est dû à des défauts dans le cristal et des impuretés.

## Synthèse
Plusieurs méthodes de synthèse chimique sont connues, la première depuis au moins 1966 : compression à haute température de graphite ou de diamant, dépôt chimique en phase vapeur,,, décomposition thermique d'un polymère de poly(hydridocarbyne) sous argon à pression atmosphérique à 1 000 °C,.
La lonsdaléite naturelle et les premières lonsdaléites synthétiques sont des composants hautement désordonnés parmi des mélanges fragiles et hétérogènes d'autres structures nanocarbonées, ce qui empêche la détermination de leur structure cristalline. En 2025, la compression et le chauffage de monocristaux de graphite de haute qualité, dans des conditions quasi hydrostatiques, permet de produire des cristaux de 0,1 à 1 mm, avec seulement quelques traces de diamant cubique.

## Propriétés

### Structure cristalline

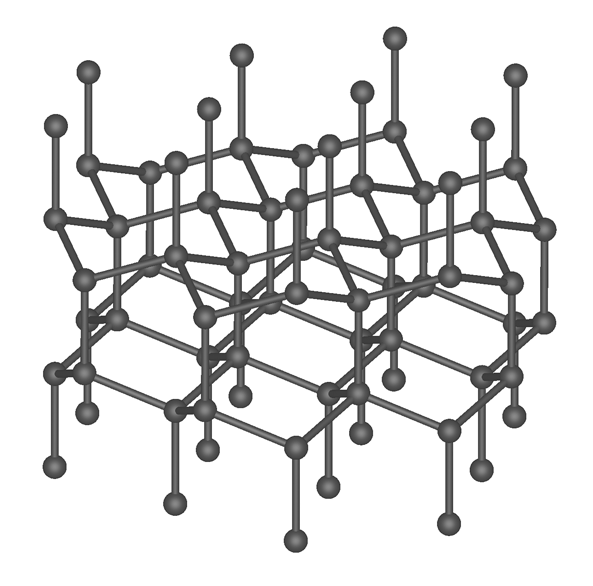
Structure cristalline de la lonsdaléite.

Dans son état naturel, le diamant possède une structure dérivée de la structure cristalline hexagonale.
Il est possible de créer en laboratoire des cristaux de lonsdaléite.

### Dureté
La lonsdaléite serait en théorie 58 % plus dure que le diamant. Cependant cette propriété est remise en question puisque la lonsdéalite n'existe pas sous forme macroscopique. Les échantillons observés ne montrent pas une structure hexagonale étendue, mais plutôt une structure conventionnelle cubique de diamant dominée par des défauts de structure qui incluent des séquences hexagonales.
La dureté de la lonsdaléite dépend de sa pureté, de la perfection et de l'orientation de sa structure cristalline.